# Khalil de Bitínia
Khalil de Bitínia (1347-poc després de 1362) fou un príncep otomà, fill d'Orkhan I.
Fou fet presoner per bandits de l'Asia Menor el 1356 i va romandre captiu dos anys fins que fou alliberat per l'emperador Joan V Paleòleg, que li va oferir la seva filla en matrimoni, quedant promès a Irene Paleòloga (1358), matrimoni que no es va arribar a celebrar.